# Sens propre et sens figuré
Le sens propre d'un mot est son sens premier. Les sens figurés d'un mot sont les sens qui en dérivent. En général, le sens propre renvoie au sens concret. Ainsi le mot « cochon » est une façon particulière de désigner un porc domestique. Les sens figurés sont souvent des sens analogiques ou imagés. Le mot « cochon » peut ainsi renvoyer à une personne qui se comporte de manière peu soigneuse. L'opposition entre sens propre et sens figuré relève de la polysémie qui veut qu'un même mot recouvre généralement plusieurs sens apparentés néanmoins différents. Lire aussi à la suite de ce propos le concept de la métaphore (translation).

## Définition des notions
On définit le sens propre d'un mot comme « le sens d'un mot considéré comme logiquement antérieur aux autres ». Les acceptions d'un mot polysémique sont d'ailleurs souvent présentées dans leur ordre d'apparition. Le sens propre est ce qui est réel et le sens figuré, ce sont les expressions. Le sens figuré permet à celui qui écrit d'interpeller l'imaginaire du lecteur et ainsi de faire passer une sensation, une émotion, une idée qu'il ne serait peut-être pas possible de faire passer avec l'unique emploi de mots aux sens propres. 
Exemple :
- dans « Lucie tombe dans l'escalier », tomber est employé au sens propre ;
- mais dans « Lucie tombe par hasard sur sa meilleure amie », tomber est employé au sens figuré.

Le sens propre est le sens premier d'un mot. Le sens figuré est le sens supplémentaire que peut prendre un mot.